# 남해군의회
남해군의회는 경상남도 남해군 지역을 관할하는 기초의회이다.